# Хорватське лісове товариство
Хорватське товариство лісового господарства (хорв. Hrvatsko šumarsko društvo) бере свій початок у Хорватсько-Слов'янському сільськогосподарському товаристві, заснованому за ініціативою ряду лісників у Загребі в 1841 році. Секція лісівництва в товаристві була створена 26 грудня 1846 року в Пречеці під Загребом.